# غوزة زن
غوزة زن (بالفارسية: غوزه زن) هي قرية تقع في قسم بام الريفي (مقاطعة إسفراين) في إيران. يقدر عدد سكانها بـ 209 نسمة .